# Leucophenga paracapillata
Leucophenga paracapillata är en tvåvingeart som beskrevs av Bachli 1971. Leucophenga paracapillata ingår i släktet Leucophenga och familjen daggflugor. Inga underarter finns listade i Catalogue of Life.